# Kubota Kazune
Kubota Kazune (久保田和音 Kubota Kazune, sinh ngày 1 tháng 1 năm 1997 ở Toyohashi) là một cầu thủ bóng đá người Nhật Bản thi đấu cho Kashima Antlers.

## Sự nghiệp
Kubota Kazune gia nhập câu lạc bộ tại J1 League; Kashima Antlers in 9 tháng 9 năm 2015, anh ra mắt ở Cúp Hoàng đế Nhật Bản (v FC Ryukyu).

## Thống kê câu lạc bộ
Cập nhật đến ngày 23 tháng 2 năm 2016.
| Thành tích câu lạc bộ | Thành tích câu lạc bộ | Thành tích câu lạc bộ | Giải vô địch | Giải vô địch | Cúp                   | Cúp                   | Cúp Liên đoàn | Cúp Liên đoàn | Tổng cộng | Tổng cộng |
| Mùa giải              | Câu lạc bộ            | Giải vô địch          | Số trận      | Bàn thắng    | Số trận               | Bàn thắng             | Số trận       | Bàn thắng     | Số trận   | Bàn thắng |
| Nhật Bản              | Nhật Bản              | Nhật Bản              | Giải vô địch | Giải vô địch | Cúp Hoàng đế Nhật Bản | Cúp Hoàng đế Nhật Bản | J.League Cup  | J.League Cup  | Tổng cộng | Tổng cộng |
| --------------------- | --------------------- | --------------------- | ------------ | ------------ | --------------------- | --------------------- | ------------- | ------------- | --------- | --------- |
| 2015                  | Kashima Antlers       | J1 League             | 0            | 0            | 1                     | 0                     | 0             | 0             | 1         | 0         |
| Tổng cộng sự nghiệp   | Tổng cộng sự nghiệp   | Tổng cộng sự nghiệp   | 0            | 0            | 1                     | 0                     | 0             | 0             | 1         | 0         |